# (331992) Chasseral
(331992) Chasseral est un astéroïde de la ceinture principale.

## Description
(331992) Chasseral est un astéroïde de la ceinture principale. Il fut découvert le 3 avril 2005 à Vicques (Jura) par Michel Ory. Il présente une orbite caractérisée par un demi-grand axe de 2,26 UA, une excentricité de 0,11 et une inclinaison de 6,5° par rapport à l'écliptique.

## Compléments